# Steatoda quadrimaculata
Steatoda quadrimaculata là một loài nhện trong họ Theridiidae.
Loài này thuộc chi Steatoda. Steatoda quadrimaculata được Octavius Pickard-Cambridge miêu tả năm 1896.